# Estació del Coll - la Teixonera
|  | El títol d'aquest article és incorrecte a causa de limitacions tècniques. El títol correcte de l'article és Estació del Coll \| la Teixonera. |

El Coll | la Teixonera és una estació de la Línia 5 del metro de Barcelona que es va posar en funcionament el 30 de juliol de l'any 2010. Aquesta estació cobreix els barris del Coll i la Teixonera entre els districtes d'Horta-Guinardó i Gràcia.
La distància entre l'andana i el nivell del carrer en aquesta estació arriba als 74 metres, fet que la fa l'estació més profunda de la xarxa de metro de Barcelona. Això és degut a la complexitat de la zona en la qual es troba. Cap estació de la L9/L10, encara en construcció, assolirà aquesta fondària.
Aquesta era una estació llargament reclamada pels veïns, que fins a la inauguració no disposaven d'una estació pròpia o prou propera.

## Instal·lacions
L'estació està situada físicament entre els carrers Camí dels Àngels i Santa Rosalia, té dos vestíbuls amb un total de tres accessos. El vestíbul més gran, de 421 m2, està situat entre els carrers Llobregós, Batet, Salze i passeig Mare de Déu del Coll, i té dos accessos, el del passeig Mare de Déu del Coll i el del carrer Beat Almató, que dona servei a la zona del Coll; el segon vestíbul és el d'Arenys, situat entre el carrer d'aquest nom i el de Sant Crispí, amb una superfície de 253 m².

## Serveis ferroviaris
| Metro de Barcelona     |           |       |                             |                             |
| Procedència/Destinació | <         | Línia | >                           | Procedència/Destinació      |
| Cornellà Centre        | El Carmel |       | Vall d'Hebron \| Sant Genís | Vall d'Hebron \| Sant Genís |

## Accessos
Existeixen tres accessos a l'estació, al carrer Beat Almató, al carrer Batet i al carrer Sant Crispí. L'accés pel carrer Beat Almató, situat al barri del Coll, disposa d'un passadís de 100 metres amb cintes mecàniques que condueixen a un pou vertical d'ascensors. Aquests ascensors baixen 74 metres fins a l'andana.

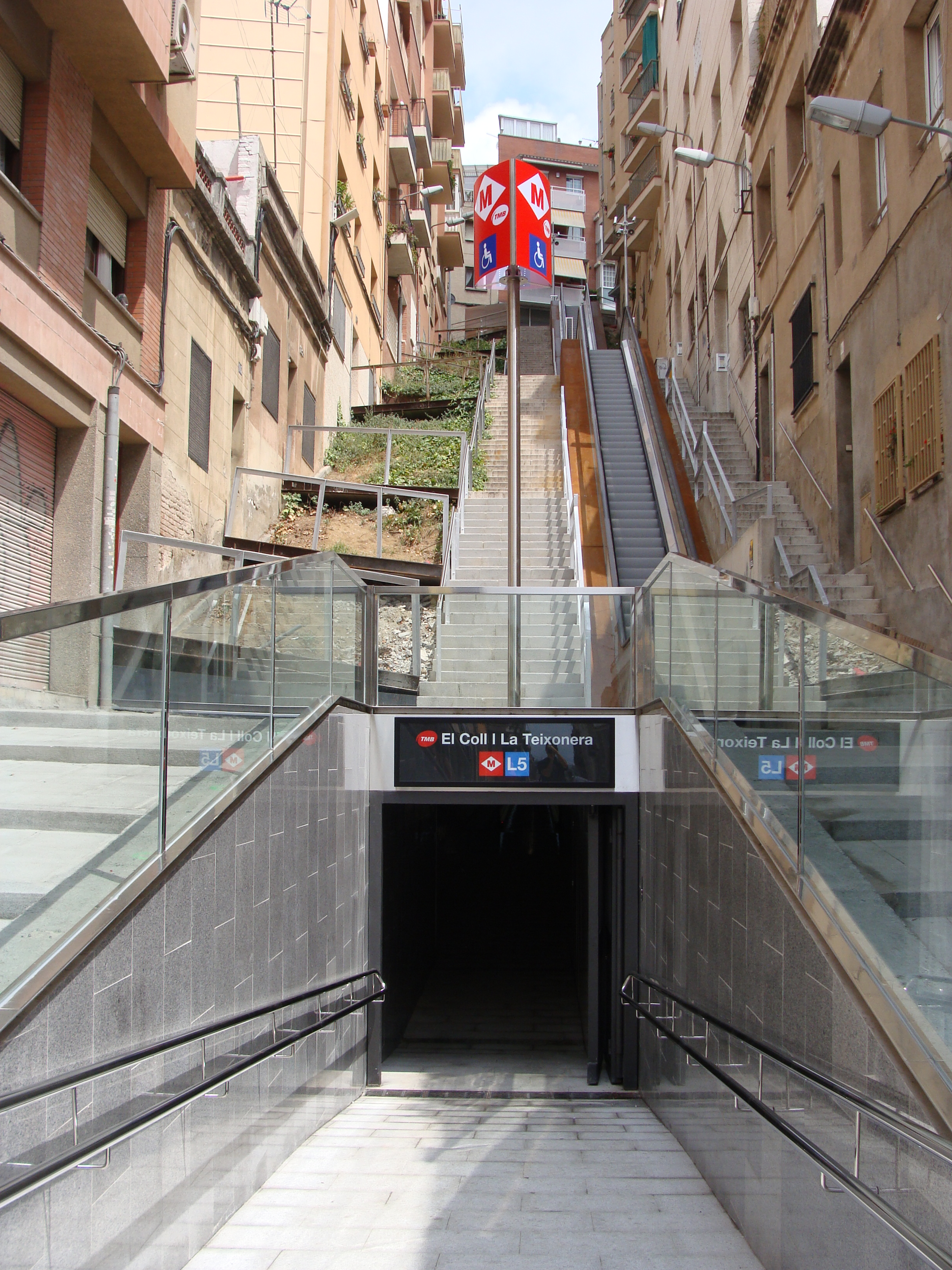
Accès a l'estació pel carrer Beat Almató
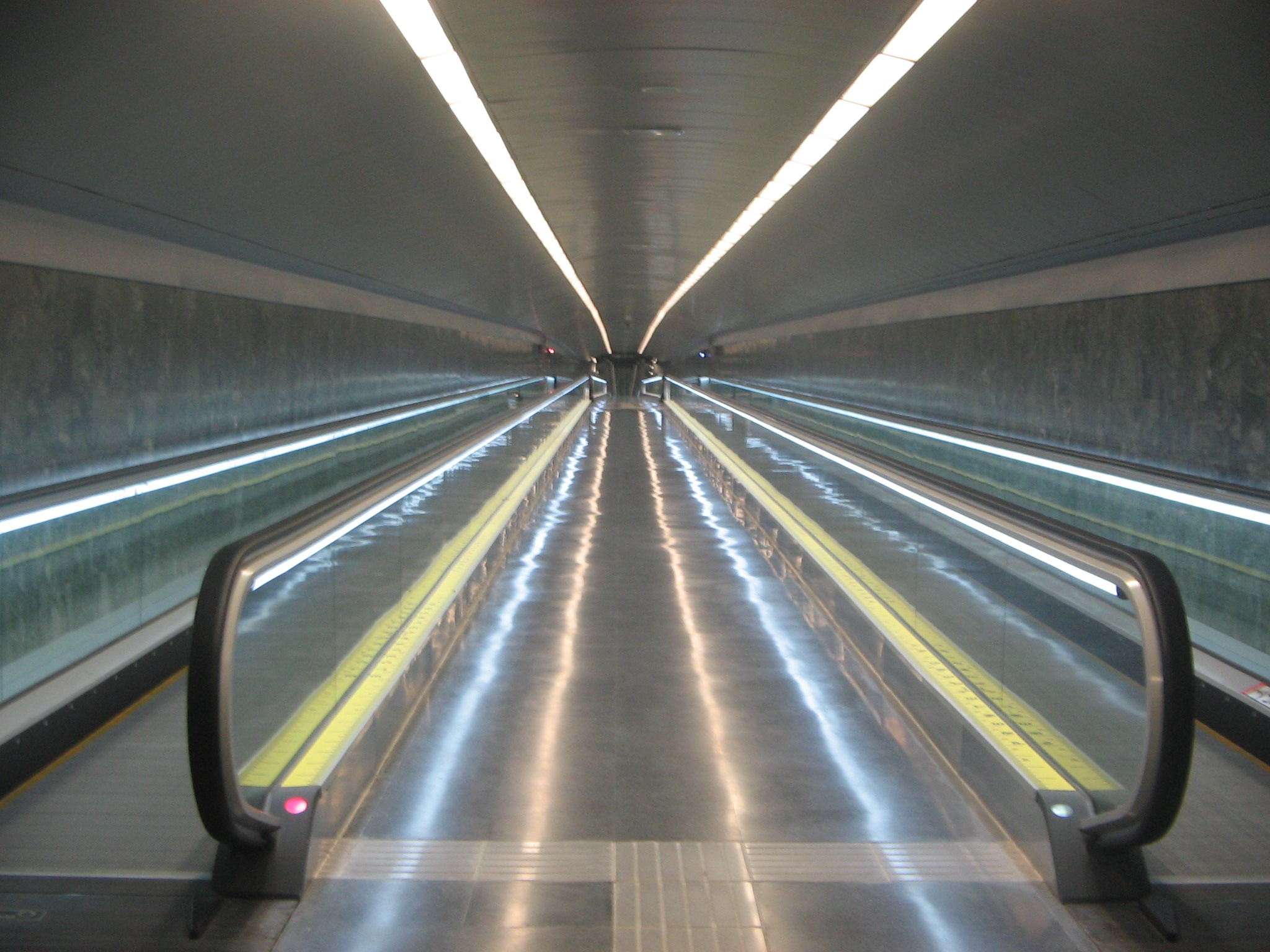
Passadís que comunica l'andana amb els ascensors d'una sortida
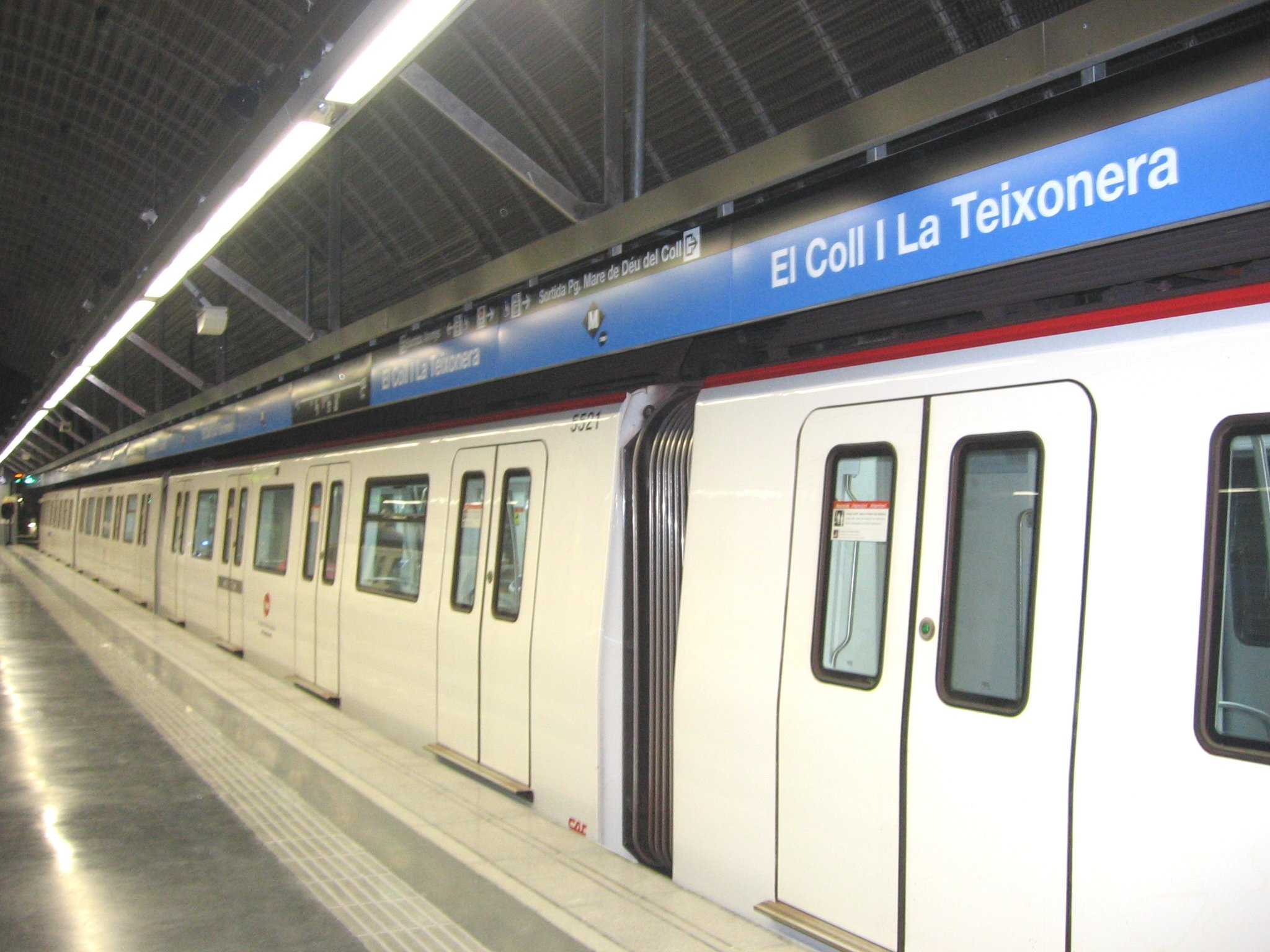
Comboi de la sèrie 5000 al lateral de l'andana central